# Saint-Ouen-l’Aumône
Saint-Ouen-l’Aumône egy község Franciaországban. Lakosainak száma 25 614 fő (2022. január 1.).

## Földrajza
Saint-Ouen-l’Aumône Auvers-sur-Oise, Éragny, Herblay-sur-Seine, Méry-sur-Oise, Pierrelaye és Pontoise községekkel határos.

## Testvértelepülések
- Fano